# CDマシャケネ
クルーベ・デ・デスポルトス・ド・マシャケネ（ポルトガル語: Clube de Desportos do Maxaquene）は、モザンビーク・マプトにホームを置く総合スポーツクラブである。クラブの愛称はマシャカ (Maxaca)。この項ではサッカー部門について記載する。
モザンビークがポルトガルから独立する前はスポルティング・クルーベ・デ・ロウレンソ・マルケス、または短くスポルティング・デ・ロウレンソ・マルケス（ロウレンソ・マルケスはマプトの植民地時代の名前）と呼ばれ、1966 FIFAワールドカップ得点王のエウゼビオがプレーしていた。マシャケネは1978年に独立後初めてのタイトルとなるタッサ・デ・モサンビーケ（モザンビーク・カップ）を獲得した。
ホームの試合は最大15,000人収容のエスタディオ・ド・マシャケネで行われる。
その他、バスケットボール、ハンドボールチームを保有する。

## クラブ名の変遷
- 1920–1976: スポルティング・デ・ロウレンソ・マルケス (Sporting Clube de Lourenço Marques) として創設。
- 1976–1978: スポルティング・クルーベ・デ・マプト (Sporting Clube de Maputo) に改名。
- 1978–現在: クルーベ・デ・デスポルトス・マシャケネ (Clube de Desportos Maxaquene) に改名。

## タイトル
- モサンボーラ: 4回

1984, 1985, 1986, 2003
- タッサ・デ・モサンビーケ: 9回

1978, 1982, 1986, 1987, 1994, 1995–96, 1997–98, 2000–01, 2010
- タッサ・デ・オンラ・デ・マプト: 1回

2006
- カンペオナート・プロヴィンシアル・デ・モサンビーケ: 2回[3]

1960, 1962（スポルティング・デ・ロウレンソ・マルケスとして）
- カンペオナート・ディストリアル・デ・ロウレンソ・マルケス: 9回[3]

1922, 1930, 1933, 1938, 1940, 1943, 1948, 1953, 1960（スポルティング・デ・ロウレンソ・マルケスとして）

## CAF大会での成績
- CAFチャンピオンズリーグ: 1回出場

2004 - 1回戦
- アフリカチャンピオンズカップ: 1回出場

1987: 予備予選
- CAFカップウィナーズカップ: 8回出場

| 1979 - 1回戦 1983 - 1回戦 1988 - 1回戦 | 1991 - 1回戦 1995 - 準決勝 1997 - 1回戦 | 1999 - 2回戦 2002 - 1回戦 |

- CAFカップ: 2回出場

1998 - 1回戦
2003 - 1回戦

## 歴代在籍選手
- エウゼビオ